# 針供養

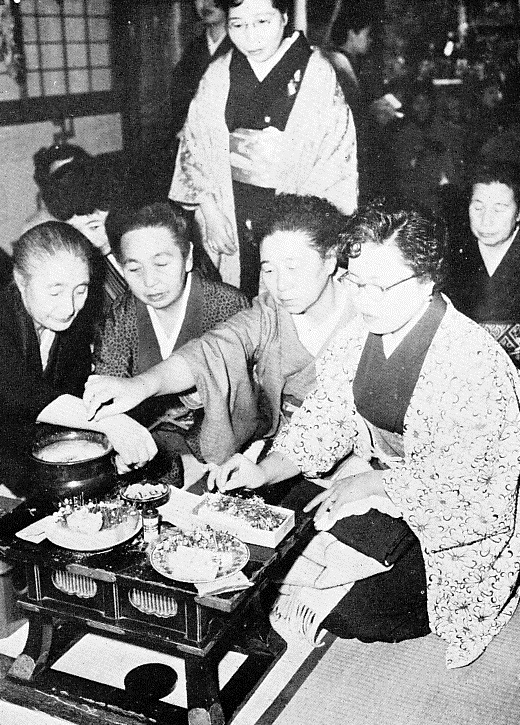
1960年（昭和35年）頃、
針供養

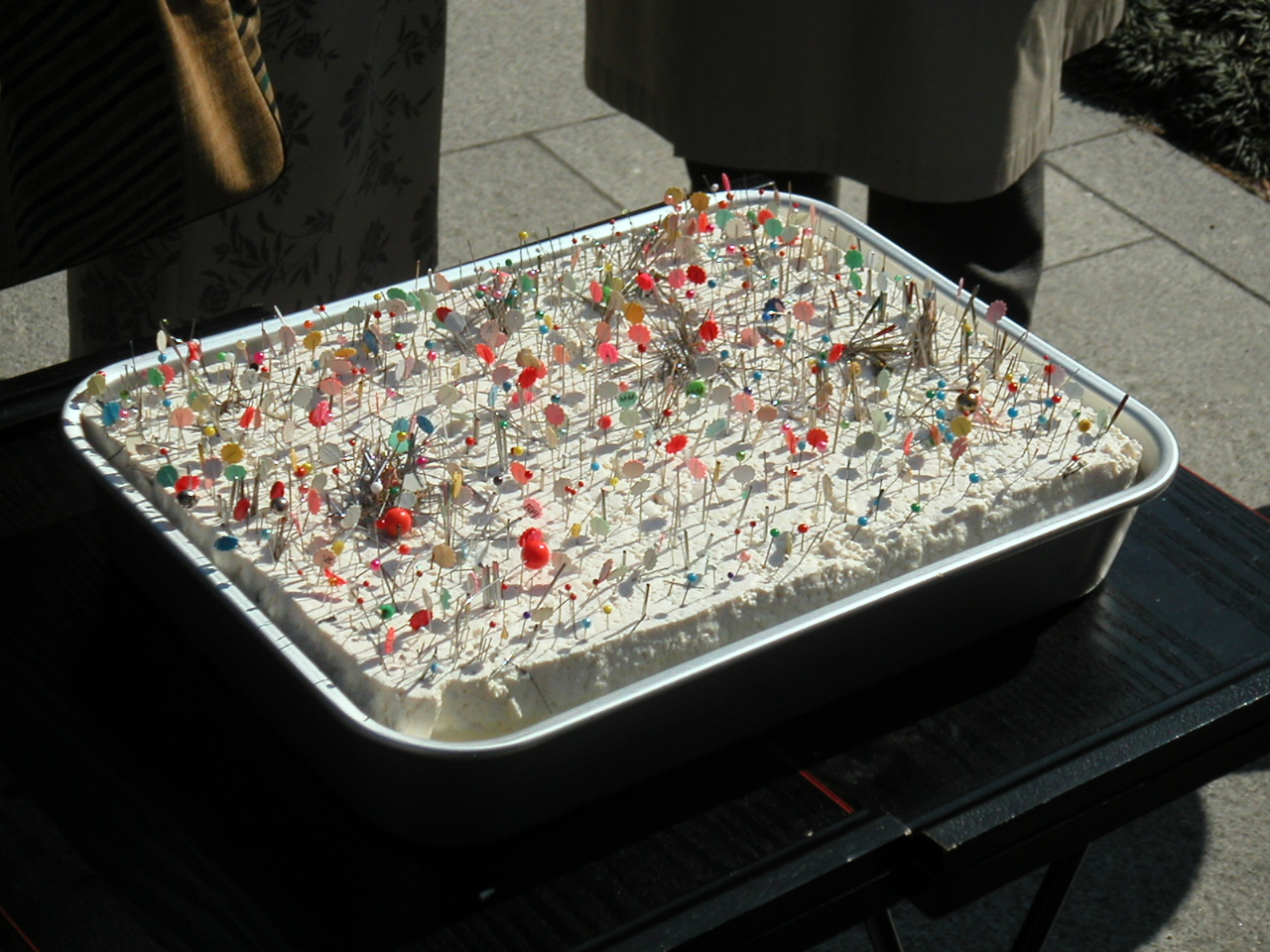
2004年（平成16年）2月頃、
豆腐に刺された針

針供養（はりくよう）とは、折れ、曲がり、錆びなどによって、使えなくなった縫い針を供養し、近くの神社に納める行事。各地の社寺で行われているが、主に淡島神社（粟島神社）または淡島神を祀る堂（淡島堂・粟島堂）がある寺院で行われる。

## 由来
起源（中国に「社日（土地神の祭日）に針線（針と糸、針仕事）を止む」という古い慣わしがあったとされ、それが日本に伝わったとされる）は不明であるが、平安時代に清和天皇によって針供養の堂が法輪寺に建立されたとされているので、9世紀後半には日本（のごく一部に）に針供養の風習があったことは確実と考えられる。
鉄の針が大量生産されるようになったのは室町時代のことであり、和歌山の淡島信仰と結びついた針供養の風習が淡島願人を通じて日本全国に広まったのは江戸時代中期以降のことである。

## 日付

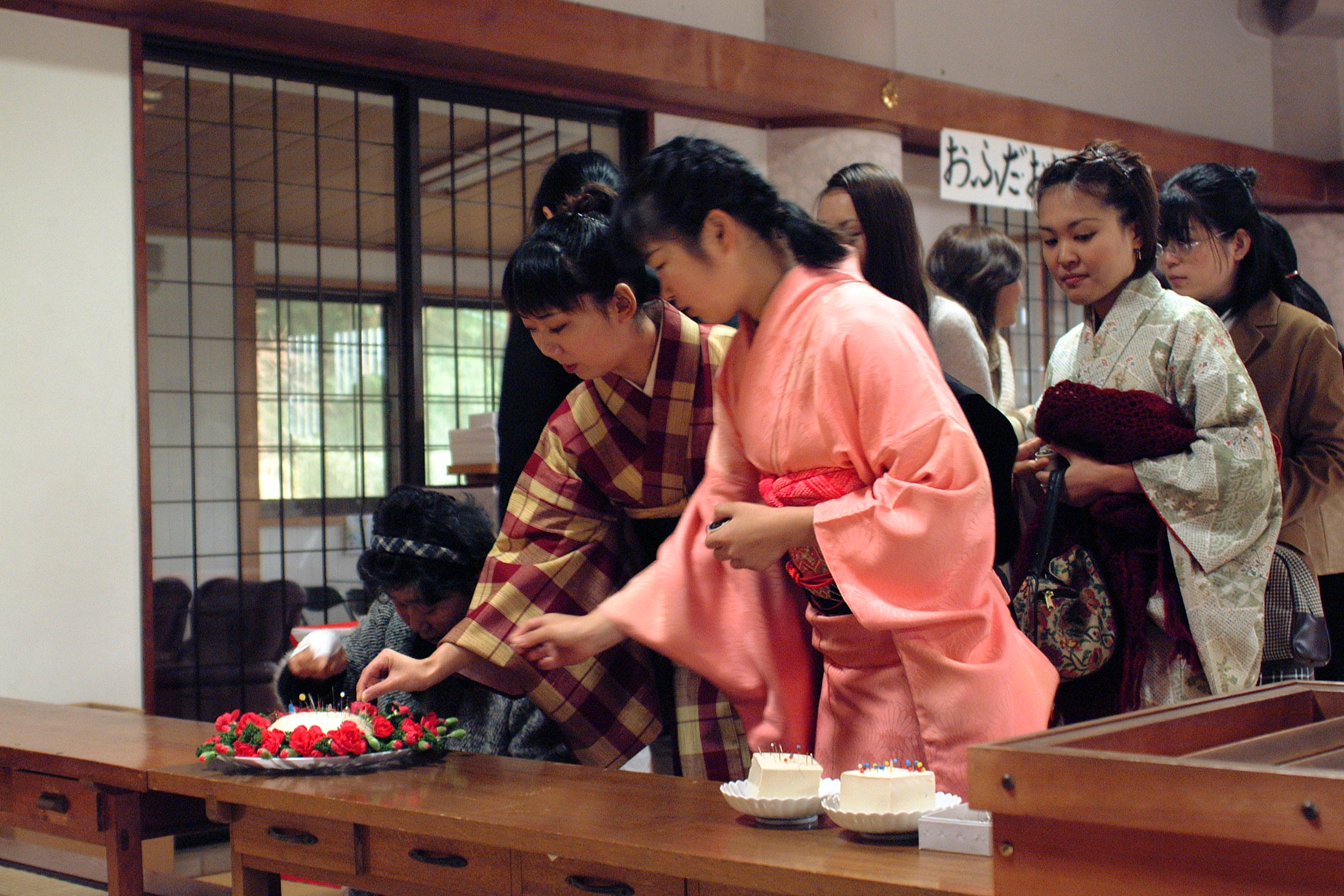
針供養に参加する女性

2月8日、または12月8日に行われる。2月8日は「事始め」の日であり、農作業や裁縫も休みそれから一年の作業が始まるからである。一方西日本では事始めと事納めの考え方が違っている。一般的には2月8日であるが、関西地方や九州地方では12月8日が一般的である。しかし大阪天満宮では2月8日、加太の淡嶋神社針祭でも2月8日、嵯峨の法輪寺では12月8日と2月8日の双方に行われるなど、必ずしも地域によって日時が固定されているというわけではない。関東地方や東北地方の一部では両方という地域もあるが、ほとんどはどちらか一方の日に行われる。

## 内容
かつて、12月8日と2月8日は事八日と呼ばれていた。12月8日を事納め、2月8日を事始めとよび、事納めには農耕を終え事始めには始めるとされていた。この両日はつつしみをもって過ごす日とされ、この日は針仕事を休むべきと考えられていた。そして使えなくなった針を神社に納める、あるいは豆腐や蒟蒻のように柔らかいものに刺したりすることで供養し、裁縫の上達を祈った。また、かつては土の中に埋めたり、針を刺した豆腐や蒟蒻を川や海に流して供養するという型式で執り行われる地域もあった。
針に触れないようにするという風習が残る富山県や石川県では針歳暮とも呼ばれ、饅頭や大福を食べたり知人に贈ったりすることが行われている。富山県などでは針歳暮は12月8日に行われるが嵐になることが多い特異日で「針歳暮荒れ」と呼ばれている。
長野県佐久地域では、2月8日に針を豆腐に差し込み、集落によっては神棚に上げて拝んだり、縁の下へ投げ入れたりする。
現在では家庭で針仕事を行うことが少なくなり、家事作業における感謝や祈願の意で行われる事は少なくなったが、服飾に関わる分野においては未だ根付いており、和裁や洋裁の教育機関や企業では現在も行われており、かつては東京ディズニーランドでも針供養が行われていた。

## 針供養を行う機関

### 寺社

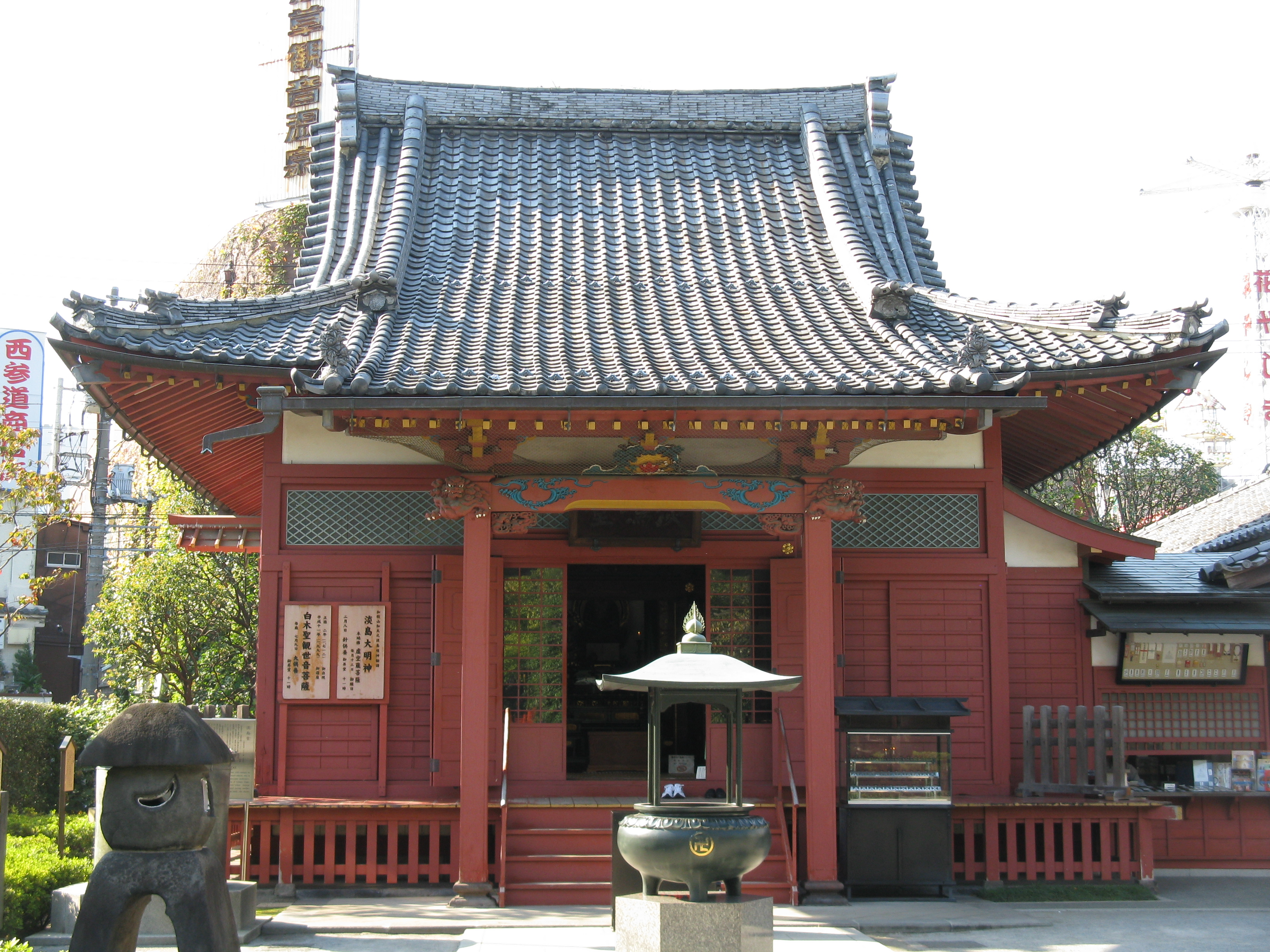
針供養の行われる浅草寺・淡嶋堂境内

- 法輪寺[12]
- 浅草寺[12] - 針供養会
- 若宮八幡神社[13]
- 荏柄天神社[14]
- 護國山太平寺[12]
- 警固神社（福岡市）

### 業界団体
- 愛知和服裁縫業協同組合[15]
- 福岡和服裁縫組合